# Anthony Strong
Anthony Strong (* 29. Oktober 1984 in Croydon, Surrey)  ist ein britischer Jazzsänger, Pianist und Songwriter.

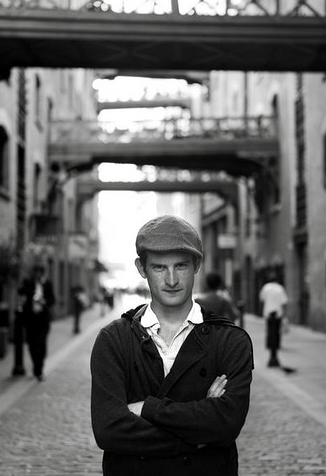
Anthony Strong 2010

Strong besuchte die Guildhall School of Music and Drama mit dem Abschluss 2008. Er spielte in Londoner Clubs (unter anderem in führenden Jazzclubs wie dem Pizzy Express Jazz Club, Ronnie Scott’s, 606 Jazz Club) und Jerry Lee Lewis in dem Westend Musical Million Dollar Quartet. 2010 trat er auf dem London Jazz Festival auf, begleitet von Chris Botti. 2011 und 2012 tourte er auf Festivals in Europa und spielte im Pariser Jazzclub Duc de Lombards. 2012 trat er mit B. B. King im Le Grand Rex in Paris auf und in der BBC Neujahrsshow Live from Savoy Ballroom.
2009 erschien sein Debütalbum Guaranteed ! (mit eigenen Kompositionen), 2011 seine EP Delovely und 2013 sein Album Stepping Out auf dem französischen Naive Label (mit James Morrison, Nigel Hitchcock).